# Der Rattenfänger (Zuckmayer)
Der Rattenfänger ist ein Theaterstück in Form einer Fabel von Carl Zuckmayer aus dem Jahr 1974.
Das Stück bezieht sich dabei auf die Hamelner Sage aus dem 13. Jahrhundert, ist jedoch in die Gegenwart übertragen. Es ist das letzte Bühnenstück Zuckmayers.
In einer Stadt, die in einen reichen und einen armen Bezirk geteilt ist, schwelen Konflikte zwischen dem saturierten Bürgertum und dem unterdrückten Proletariat. Die Jungen beider Seiten, die Einsichtigen, welche die Zukunft der Stadt sein sollten, wenden sich von ihren Vätern ab und dem Vagabunden Bunting zu, der sie „einer wahren Freiheit“ zuführen will. Zuckmayer brachte mit dem Stück zum Ausdruck, dass seiner Meinung nach eine wirkliche Freiheit, die Unabhängigkeit und die Möglichkeit der „eigenen Lebensgestaltung“ auch im ausgehenden 20. Jahrhundert mehr Wunschtraum als Realität sei.
Die Uraufführung des 1974 geschriebenen Stückes fand am 22. Februar 1975 in Zürich statt.
Von Friedrich Cerha gibt es eine gleichnamige Oper, die auf Zuckmayers Text basiert.